# 男鹿目潟火山群一ノ目潟

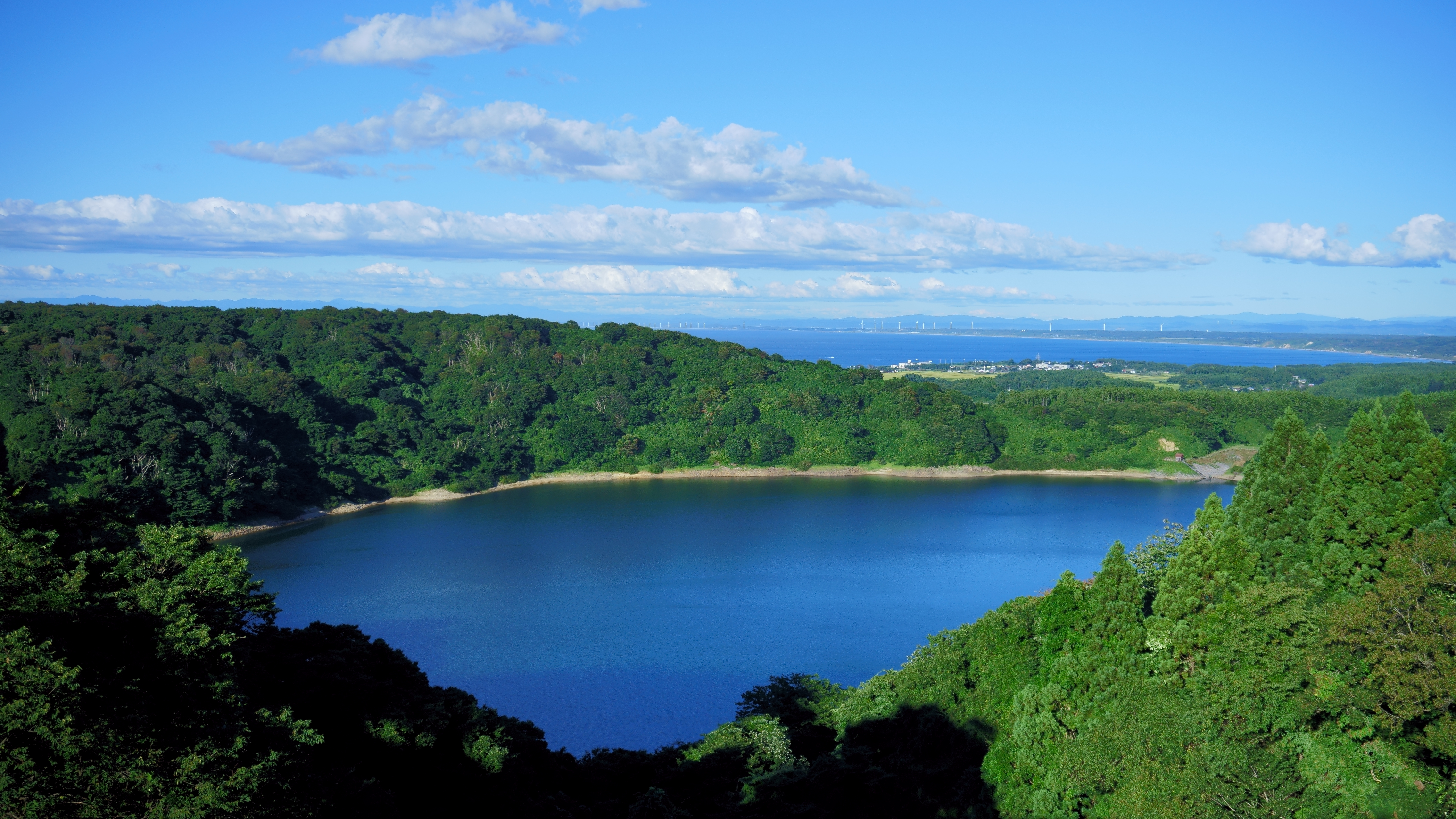
一ノ目潟。2020年9月6日撮影。

男鹿目潟火山群一ノ目潟（おがめがたかざんぐんいちのめがた）は、秋田県男鹿市北浦西水口にある国の天然記念物に指定された、爆裂火口（マール、英語: maar）に水が溜まって出来た淡水湖である。秋田県沿岸北西部から日本海へ突き出した男鹿半島の先端付近に、一ノ目潟、二ノ目潟、三ノ目潟の3つの湖沼が東北東の方向へほぼ直線状に並んでおり、目潟火山群と呼ばれる単成火山群を形成している。
目潟火山群のマールのうち一ノ目潟は、本来であれば地下深くに存在するマントル起源の噴出物の中に、いわゆる捕獲岩が含まれていることが世界で最初に確認された場所として、古くから各国の火山学者らの間では知られており、3つのマールは、火山地形のひとつ「マール」の典型例として、日本国内での火山学や地理学などの教科書でも取り上げられ、よく知られた存在ではあるが、マール自体を国の天然記念物として指定したものは他所を含め長らく存在せず、国の天然記念物としては比較的新しい2007年（平成19年）7月26日に「男鹿目潟火山群一ノ目潟」として国の天然記念物に指定された。
太平洋プレートの沈み込みに伴う東西方向の応力場の支配する東北地方で、このような単成火山が出現するのは不思議であり、また、多種多様な火山地形を持つ日本においてもマールは例が少なく、特に東北地方では目潟火山群の3つのマールが唯一のものである。

## 解説

### 目潟火山群の形成年代
「男鹿目潟火山群一ノ目潟」として国の天然記念物に指定された一ノ目潟は、男鹿半島西部の台地上に、ほぼ東北東の方向に並んだ3つの淡水湖のひとつで、古くより火山地形のマールの典型例として知られてきた。マールとは「爆発的な噴火でできた火口で、そのまわりに目立つような堆積物の丘をもたないもの」と定義されている。より具体的には、水とマグマが接触して起こる非常に強い水蒸気爆発によって、噴出物が激しく周囲に飛び散るため、一般的な火口のように噴出物が環状に堆積する顕著な丘を形成しないものを指す。日本国内では他の火山地形と比較するとマールは例が少なく、当地のほかには伊豆大島の波浮港や、鹿児島県薩摩半島南部の山川港など数例が知られるのみである。

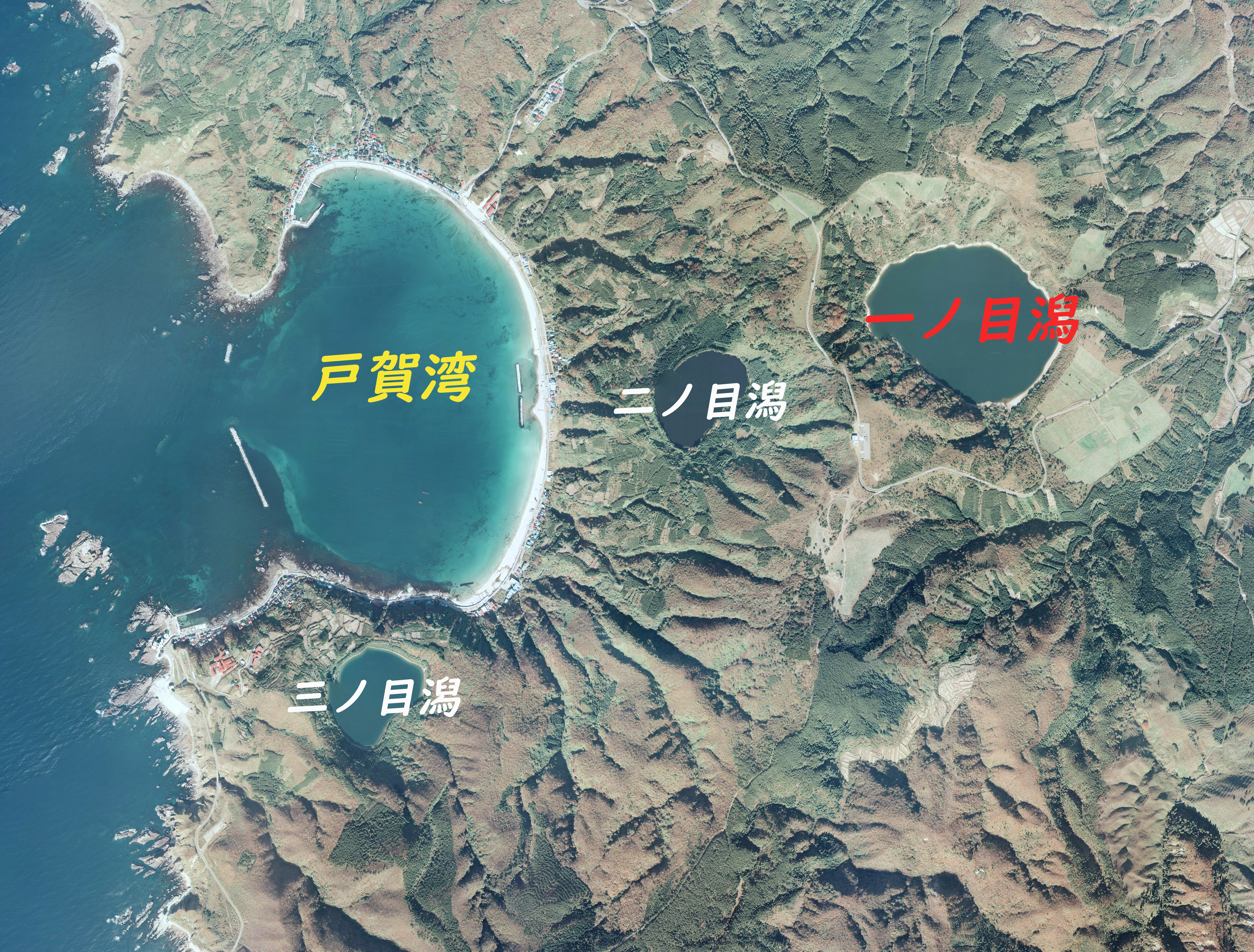
目潟火山群の空中写真。右（東側）から一ノ目潟・二ノ目潟・三ノ目潟が並ぶ。。（1975年11月4日撮影の15枚を合成作成。）

目潟火山群の3つのマールの形成された時期について、かつては沖積世（完新世）の初め頃に開始されたと考えられていたが、3つのマール火山噴出物の序層や、湖底から採取された木片の放射性炭素年代測定などから、一ノ目潟、二ノ目潟、三ノ目潟の順番で形成されたと考えられており、このうち一ノ目潟は6万年前から8万年前、または8万年前から11万年前、二ノ目潟は2万年前から4万年前、三ノ目潟は2万年前から2万4000年前と考えられるようになった。なお、歴史時代の活動歴はない。
目潟火山群の活動は3つの活動期があったと考えられており、古い順から、
1. 第1期　一ノ目潟の形成。泥流を伴った水蒸気爆発。
2. 第2期　既に形成されていた一ノ目潟でマグマを含んだ水蒸気爆発と軽石が放出され、第2期の末期に二ノ目潟が形成された。
3. 第3期　三ノ目潟の形成。スコリアと火山礫の放出が起きた。

今日確認される目潟火山群の噴出物の体積は0.1 km3以下である。各マールの周辺約 6 km2 の範囲に分布しており、最初の活動で出来た一ノ目潟の周囲には厚さ40 から60 cmほどのスコリアや火山礫の噴出物（放出岩片）が確認できる。二ノ目潟の噴出物は一ノ目潟とは異なり、ほとんどが降下堆積物（降下火山砕屑物）で、厚さは数十 cm から 2 mほどで、全体的に西側が厚く東側は薄い。三ノ目潟の噴出物は降下堆積物と放出岩片の両方が見られるが、一ノ目潟ほど放出岩片の量は多くなく、特に花崗岩はほとんど見当たらない。

### 一ノ目潟の捕獲岩
一ノ目潟は直径約 600 m水深 44.6 m 、二ノ目潟は直径約 200 m 、水深約 11 m 、三ノ目潟は直径約 400 m 、水深約 31 m である。これら男鹿半島の3つのマールのうち、一ノ目潟は面積 0.26 km2と最大であり、噴出物の中に、本来であれば地下深くに存在するマントル起源の安山岩中に、いわゆる捕獲岩を含むことが世界で最初に確認された場所として、古くより世界の火山学者の注目を集め、その希少性から、各国の研究者により様々な研究調査の対象となっている。
捕獲岩（ほかくがん、xenolith、ゼノリス）とはマグマが地下深くから上昇する際に、周囲のマントル起源の破片等を巻き込みながら形成された火山岩で、一ノ目潟の捕獲岩は下部地殻や上部マントル起源の苦鉄質（角閃石斑れい岩・角閃岩）、超苦鉄質（かんらん岩・ウェブステライト・角閃石岩）などを含み、特にかんらん岩としては希少なスピネルかんらん岩、斜長石かんらん岩を含んでいる。
下に目潟マールの深度別捕獲岩の種類を示す。一ノ目潟の捕獲岩が圧倒的に多く、三ノ目潟ではごくわずかである。なお二ノ目潟では捕獲岩が全く存在しない。
| 深さ         | km                                      | 一ノ目潟                            | 三ノ目潟                            |
| ------------ | --------------------------------------- | ----------------------------------- | ----------------------------------- |
| 下部地殻     |                                         |                                     |                                     |
| 20-30km      | 角閃石岩 角閃石斑れい岩 斑れい岩 角閃岩 | 斑れい岩                            |                                     |
| 上部マントル | 20-30km                                 | 斜長石かんらん岩 ○ 斜長石輝岩 △     | 斜長石かんらん岩 ○ 斜長石輝岩 △     |
| 上部マントル | 30km<                                   | クロス・スピネルかんらん岩 ○ 輝岩 △ | クロス・スピネルかんらん岩 ○ 輝岩 △ |

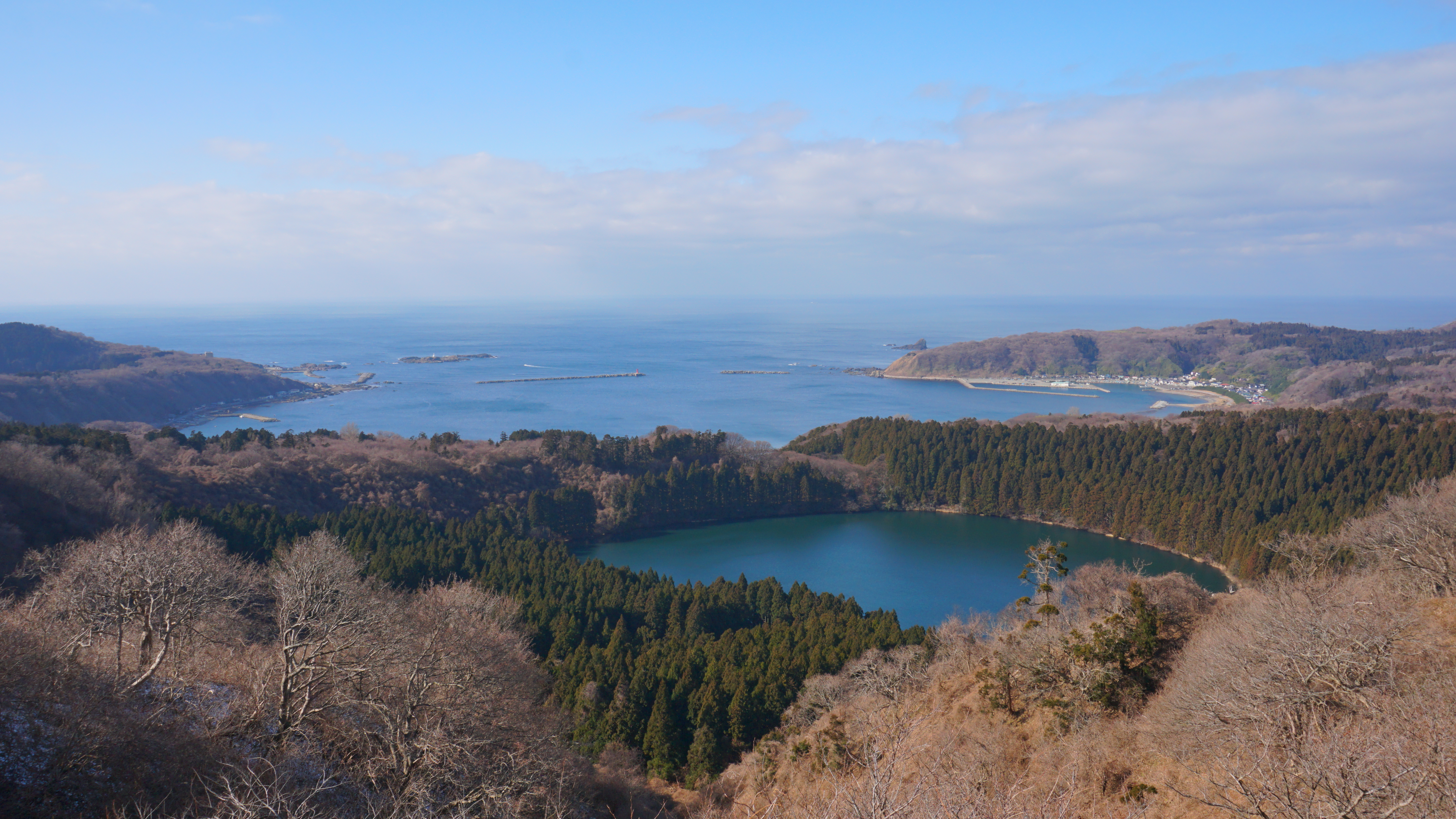
八望台展望台より、二ノ目潟と戸賀湾を望む。2020年1月18日撮影。

これらの捕獲岩の内、最も深いところである最上部マントルから噴出したかんらん岩は、マントル物質の代表的なものと考えられており、30 km の深さから運ばれてきたと推定されている。かんらん岩や輝石、角閃岩などの捕獲岩を運んだマグマ物質は、岩片の表面に天ぷらの衣のように薄く貼り付いており、天然記念物に指定される前は、秋田県内の教育機関等における地学の巡検学習では、一ノ目潟の湖畔でこれらの捕獲岩を採集することが可能であったが、天然記念物指定後は湖畔への一般の立ち入り自体が禁止されている。目潟火山群の捕獲岩は秋田市の秋田大学附属鉱業博物館などに展示・収蔵されており、見学することが可能である。
一ノ目潟を含む3つのマールは八望台と呼ばれる展望台より全貌を眺めることができ、西方の日本海側には戸賀湾と呼ばれる半円形の美しい湾が望めるが、二ノ目潟と戸賀湾の間の地下には約 40 万年前の火口が隠れていると考えられている。

## 伝説

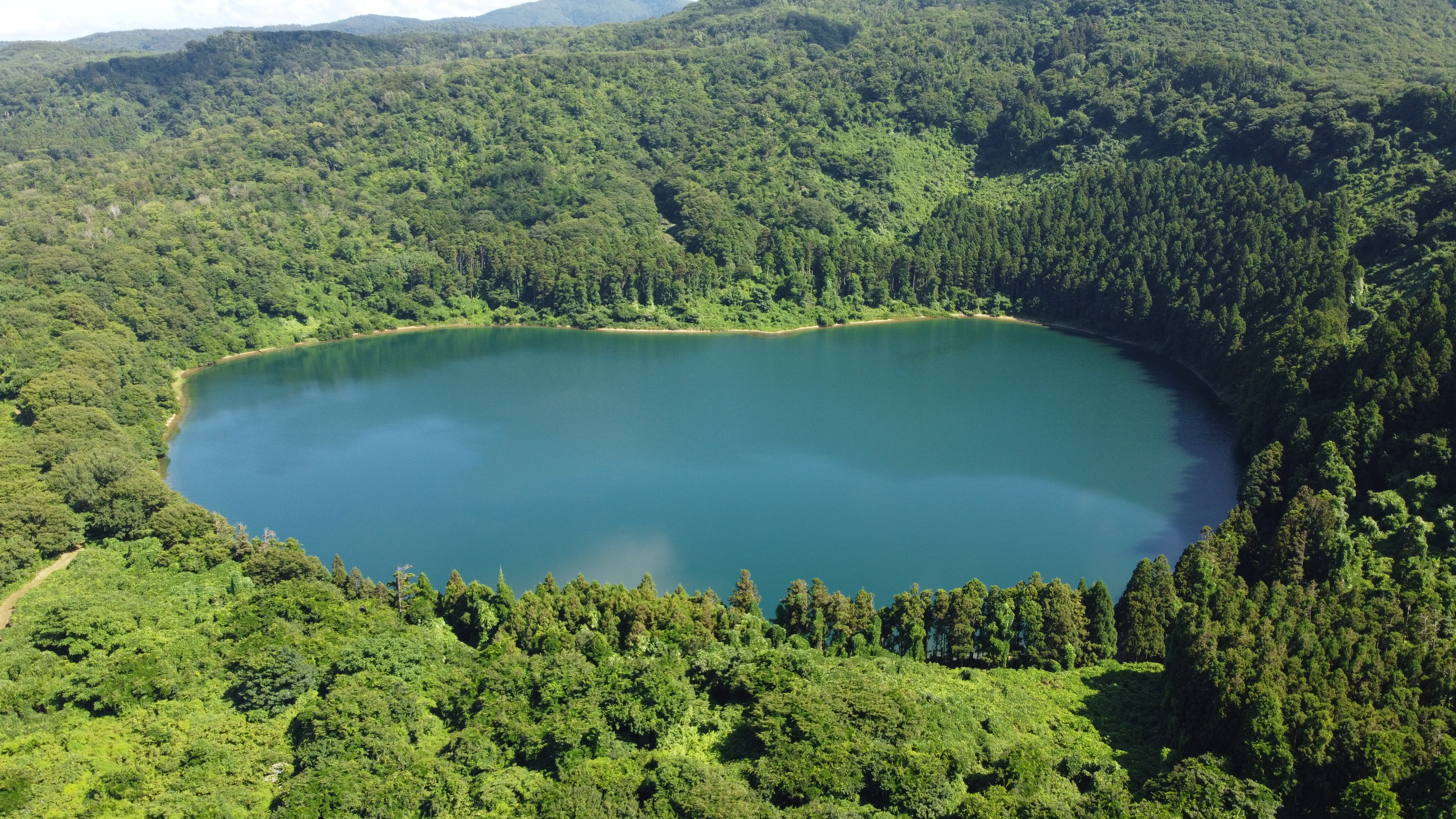
三ノ目潟

一ノ目潟には八郎太郎が男鹿半島の一の目潟の女神に惚れ、ここに棲もうとした伝説がある。しかし男鹿真山神社の神職で弓の名人であった、武内弥五郎に片目を射られ撤退したという。
一ノ目潟の龍女に八郎太郎は通っていたが、龍女は我が家が八郎に奪われることを恐れ、北浦の社家紀真康に八郎を射殺して欲しいと頼んだ。真康の射た矢は投げ返され、彼の左目を潰した。そのためこの家の主人は以後7代まで片目で、またこの家では湖を舟で渡ることは禁忌であった。しかし、この時の約束でこの家から一ノ目潟に雨を請えば必ず験しがあったという。真康の家は紀丹後正と称し、代々真山の赤神神社の社家であった。

## 交通アクセス
所在地
- 秋田県男鹿市北浦西水口字一ノ目潟44-5ほか[11]。

交通
- ここでは最寄りの鉄道駅とインターチェンジを示す。
  - 東日本旅客鉄道（JR東日本）男鹿線羽立駅。
  - 秋田自動車道昭和男鹿半島インターチェンジから国道101号・広域農道なまはげライン・秋田県道121号入道崎八望台北浦線経由で約1時間[12]。